# Anacroneuria guanacaste
Anacroneuria guanacaste – gatunek widelnicy z rodziny widelnicowatych.
Gatunek ten opisany został po raz pierwszy w 2014 roku przez Billa P. Straka na łamach czasopisma „Illiesia”. Opisu dokonano na podstawie pojedynczego okazu samca, odłowionego w marcu 1989 roku do światła w biologicznej stacji badawczej Maritza, w Rio Tempisquito na terenie kostarykańskiej prowincji Guanacaste, od której to pochodzi epitet gatunkowy.
Widelnica ta ma ciało ubarwione brązowo z jasnobrązowym wzorem. Głowa ma ciemnobrązową łatkę za przyoczkami, ciemnobrązowe czułki i wyraźne, jasnobrązowe nabrzmiałości po bokach przyoczek. Na wierzchu przedplecza dominuje brąz, ale przebiega przez nie żółta przepaska środkowa. Skrzydła mają jasnobrusztynową błonę i brązowe użyłkowanie. Długość przedniego skrzydła u holotypu wynosi 12 mm. Charakterystyczne cechy gatunku znajdują się w genitaliach samca. Edeagus ma uwydatnione błoniaste płaty wentralne, a wierzchołek niezmodyfikowany, o krawędzi szczytowej wciętej, w widoku bocznym przypominający kształtem stopę z napuchniętą kostką. Na grzbietowym kilu słabo zaznacza się seria linii o kształcie szewronów. Haczyki w genitaliach są smukłej budowy.
Owad znany tylko z lokalizacji typowej w Kostaryce.